# Suwon World Cup Stadium
Suwon World Cup Stadium (Big Bird) är en sportarena i Suwon i Sydkorea.
Den tar 43 959 åskådare och byggdes för Fotbolls-VM 2002. Den är hemmaarena för fotbollsklubben Suwon Samsung Bluewings.